# Porostnica glonówka
Porostnica glonówka (Cryphia algae) – gatunek motyla z rodziny sówkowatych. Zamieszkuje palearktyczną Eurazję od Półwyspu Iberyjskiego po zachodnią Syberię i Iran. Gąsienice żerują na porostach występujących na drzewach liściastych.

## Taksonomia
Gatunek ten opisany został po raz pierwszy w 1775 roku przez Johana Christiana Fabriciusa pod nazwą Noctua algae. Jako lokalizację typową wskazano Niemcy.

## Morfologia
Motyl osiągający od 21 do 26 mm rozpiętości skrzydeł. Ubarwienie cechuje się dużą zmiennością. Kolor głowy i tułowia jest zwykle brunatny lub brunatnozielony. Przednie skrzydło ma tło w polu nasadowym jasnoseledynowe do jasnobrunatnego, w polach środkowym i zewnętrznym wyraźnie ciemniejsze – szarozielone, szaroczarne, brunatne lub zielonobrunatne, to ostatnie czasem z seledynowymi plamkami. Nasadowa przepaska poprzeczna oraz pas przy tylnym brzegu skrzydła są seledynowe, zielone, turkusowe lub bladozielonkawoniebieskie, czasem z rozmytymi plamami żółtopomarańczowymi. Przepaska wewnętrzna jest wąska, nieregularnie ząbkowana, czarna, o ukośnym względem tylnego brzegu skrzydła przebiegu. Przepaska zewnętrzna jest drobno ząbkowana, wąska, czarno ubarwiona. Poniżej pnia żyłek medialnych występuje w różnym stopniu rozwinięta, ukośna, czarna kreska, a przy zewnętrznym brzegu skrzydła ciemna linia lub ciemne kreskowanie. Strzępina ma warstwę wewnętrzną ciemno nakrapianą. Tylne skrzydło jest szare z rozjaśnieniem, niekiedy z ciemną kropką na żyłce poprzecznej; strzępinę szarą z wąską, jasną warstwą nasadową. Odwłok ma na wierzchniej stronie pęczki sterczących łusek. Genitalia samca mają wąski tegumen, pozbawiony wyrostka sakulus, długi i trochę zakrzywiony edeagus z dużym, klinowatym cierniem w wezyce, a także długą, wąską, zwężoną ku szczytowi walwę o ostrym wierzchołku zakończonym grubym, zesklerotyzowanym kolcem.

## Biologia i ekologia
Owad ten zasiedla lasy liściaste, zadrzewienia śródpolne, zarośla, parki, ogrody i nasadzenia przydrożne. Gąsienice bytują na pniach i gałęziach drzew liściastych, zwłaszcza dębów, topól i drzew owocowych. Za dnia kryją się w oprzędach, nocą zaś żerują na rozmiękczonych przez wilgoć porostach (lichenofagia). Osobniki dorosłe odżywiają się nektarem. Chętnie przysiadają za dnia na porośniętych porostami powierzchniach, maskując się tam za pomocą ubarwienia.
Postacie dorosłe latają w lipcu i sierpniu, czasem jeszcze na początku września. Jaja znajduje się w drugiej połowie sierpnia i pierwszej połowie września. Gąsienice są stadium zimującym i obserwuje się je od września do czerwca. Poczwarki występują w drugiej połowie czerwca i pierwszej połowie lipca.

## Rozprzestrzenienie
Gatunek palearktyczny. Na terenie Europy od połowy XIX wieku znajduje się w ekspansji na północ. Znany jest na tym kontynencie z Portugalii, Hiszpanii, Andory, Wielkiej Brytanii, Francji, Belgii, Luksemburga, Holandii, Niemiec, Szwajcarii, Liechtensteinu, Austrii, Włoch, San Marino, Malty, Danii, Szwecji, Norwegii, Finlandii, Estonii, Łotwy, Litwy, Polski, Czech, Słowacji, Węgier, Białorusi, Ukrainy, Rumunii, Mołdawii, Bułgarii, Słowenii, Chorwacji, Bośni i Hercegowiny, Serbii, Czarnogóry, Macedonii Północnej, Grecji oraz europejskiej części Rosji. W Azji podawany jest z zachodniosyberyjskiej części Rosji, Cypru, anatolijskiej części Turcji, Jordanii, Izraela i Iranu. Pochodzące z początku XX wieku doniesienia północnoafrykańskie przypuszczalnie odnosiły się do innych przedstawicieli rodzaju.